# Manuel Fernández y González
Manuel Fernández y González, född 6 december 1821, död 6 januari 1888, var en spansk poet och romanförfattare.
Fernández y González är mest känd som författare av en mängd historiska romaner i Alexandre Dumas den äldre:s stil. Trots att hans romaner ofta är ganska ohistoriska, vann han genom sin berättar- och intrigsnickringskonst stor popularitet med bland annat Don Juán Tenorio (1851) och Siete infante de Lara (1862).